# Oscillation de Madden-Julian
L’oscillation de Madden-Julian (OMJ) est une oscillation climatique de fortes précipitations le long de l'équateur à l'échelle planétaire. Elle se caractérise par une progression graduelle vers l'est des zones de pluies tropicales et des zones sèches concomitantes. On l'observe surtout dans les océans Indien et Pacifique. Les pluies anormalement fortes se développent d'abord dans l'ouest de l'océan Indien et se déplacent vers l'est sur les eaux chaudes du Pacifique ouest et central. Par la suite, ces zones de pluies deviennent diffuses quand elles passent sur les eaux plus froides de l'est du Pacifique mais reprennent leur développement lorsqu'elles passent sur l'Atlantique tropical.
Ces zones pluvieuses, où l'on retrouve surtout des nuages convectifs, sont suivies par des zones sèches très prononcées où l'air est très stable. Chaque cycle dure entre 30 et 60 jours, ce qui fait que l'OMJ est aussi connu sous les noms d'oscillation 30-60, d'onde 30-60 et d'oscillation inter-saisonnière. Le diagramme de Hovmöller ci-contre montre la variation temporelle (ordonnée) et longitudinale (abscisse) du taux de convection par rapport à la normale qui indique la progression du MJO vers l'Est. Les zones orangées étant un surplus et celles bleues un déficit.

## Découverte
En 1971, les chercheurs Roland Madden et Paul Julian ont trouvé en analysant la forme des anomalies de vents dans l'océan Pacifique tropical une oscillation durant 40 à 50 jours. Ils étudièrent ensuite les variations de pression pendant dix ans à la station de Canton (dans le Pacifique) et les vents d'altitude à Singapour. Selon leurs résultats, la corrélation entre la variation de pression et des vents d'altitude à Singapour était très nette mais jusqu'au début des années 1980, cela resta une curiosité qui prit le nom d'oscillation de Madden-Julian.
Cependant, depuis le El Niño de 1982-83, les oscillations intra et interannuelles ont reçu beaucoup plus d'attention et la littérature sur le sujet a débouché sur des relations avec les événements météorologiques à l'échelle de la planète.

## Caractéristiques
Les caractéristiques des anomalies dans la circulation atmosphérique à bas et haut niveaux sont distinctes lors d'une Oscillation de Madden-Julian. Ces caractéristiques couvrent le globe avec une variabilité interannuelle. Des années de forts épisodes de OMJ consécutifs sont suivies d'année sans OMJ ou avec de très faible épisodes. Cette variabilité semble partiellement reliée au cycle de l'ENSO (El Niño-Oscillation australe): dans l'Océan Pacifique, de forts OMJ précédent de 6 à 12 mois le maximum des épisodes de El Niño alors qu'une faible activité est reliée à La Niña. Sur le reste de la planète, la variabilité de l'OMJ est plus reliée par la dynamique interne de l'atmosphère.

## Effets

### Express des ananas
Le plus grand effet de l'OMJ sur les États-Unis et le Canada se produit en hiver sur la côte ouest. C'est en effet la période qui correspond à la plus grande partie des précipitations annuelles. Les tempêtes qui frappent en cette saison peuvent durer des jours et se répéter régulièrement dans un schéma d'altitude stable ce qui peut mener à des inondations importantes. Il y a de forts indices qui relient la variabilité de la fréquence de ces systèmes annuellement avec le cycle de l'ENSO. Des études ont montré qu'ils sont plus fréquents durant les années de La Niña et de valeurs neutres de l'ENSO. Durant ces périodes neutres de l'ENSO, l'Oscillation de Madden-Julian est amplifiée. Une faible anomalie de la température de la mer dans le Pacifique tropical et des épisodes dits de Pineapple Express (Express des ananas) ont lieu.

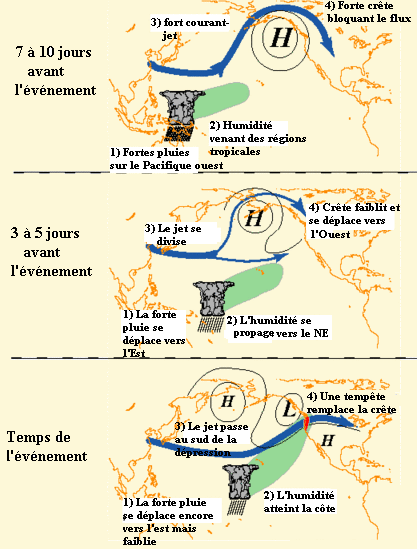
LExpress des ananas est un effet de l'OMJ sur la côte ouest de l'Amérique du Nord

Le scénario typique pour obtenir des précipitations abondantes sur la côte ouest de l'Amérique du Nord avec une OMJ met en jeu une circulation qui se déplace progressivement vers l'est dans les tropiques et un déplacement inverse des systèmes dans le Pacifique Nord. Ce genre de situation d’Express des ananas permet à une circulation venant des tropiques, et passant par Hawaii qui est célèbre pour ce fruit, de faire passer des dépressions, donnant des pluies abondantes, sur le nord-ouest de la côte de l'Amérique du Nord. La suite des événements dans cette situation est comme suit :
1. 7 à 10 jours avant la pluie abondante : pluies abondantes convectives associées avec l'OMJ provenant de l'ouest du Pacifique tropical et se déplaçant vers l'est. Une langue d'air tropical entre dans la circulation d'un courant-jet d'altitude qui est aligné vers la côte ouest de l'Amérique du Nord en passant près d'Hawaii. Un fort anticyclone dans le Golfe d'Alaska bloquant la progression vers l'est du jet.
2. 3 à 5 jours avant l'événement : les pluies tropicales s'approchent de la ligne du changement de date et commencent à diminuer d'intensité. Le flux d'humidité est rendu près des îles hawaïennes. Le courant-jet s'est divisé en deux branches dans le Pacifique Nord dont la portion sud est plutôt zonale (ouest-est) et plus intense que celle du nord. Les circulations tropicales et extratropicales commencent à se synchroniser ce qui permet à l'humidité d'entrer dans les latitudes moyennes. La crête s'est déplacée vers l'ouest et a été remplacée par un creux le long de la côte.
3. L'événement : Le phénomène météorologique continue sa progression amenant une masse d'air tropicale humide sur la côte ouest. Un creux d'altitude s'est développé et il est plus ou moins aligné avec le courant-jet du sud-ouest qui est maintenant le seul restant. Une dépression profonde s'est formée dans ce flux et peut y rester pour "pomper" l'humidité durant des jours.

On remarque donc une progression vers l'est du système associé avec l'OMJ dans les Tropiques; et un déplacement inverse des systèmes météorologiques dans le Pacifique Nord. En fait, on assiste à une suite de dépressions de surface dans le flux de sud-ouest. Chaque dépression synoptique se meut du sud-ouest vers le nord-est mais l'axe de leur passage se déplace graduellement vers l'ouest. La zone de forte précipitation suit donc ce mouvement. Elle affectera les régions les plus au sud au début de l'événement (ex. la Californie) et passera graduellement vers la Colombie-Britannique puis le sud de l'Alaska.
La relation est donc très marquée entre l'OMJ et ces événements de précipitations abondantes. En général, ils se produisent quand l'OMJ provoque des pluies plus importantes que la normale autour de 120°E, soit près de l'Indonésie, et des zones sèches sur l'Océan Indien et le Pacifique central. Les pluies commencent autour de l'Oregon. Pour que la pluie abondante débute plus au sud, comme le sud de la Californie, il faut que la zone de pluie de l'OMJ soit plus à l'est comme à 170°E. Cependant, le lien entre l'OMJ et ces évènements est meilleur lorsque la zone de précipitations abondantes est nordique. À noter que ces relations sont grossières et qu'on doit évaluer l'amplitude de l'OMJ et du courant-jet cas par cas.
| Endroit sur la côte Ouest             | Longitude des pluies tropicales inhabituelles reliées à l'OMJ servant de précurseur |
| ------------------------------------- | ----------------------------------------------------------------------------------- |
| ouest de l'État de Washington/sud C-B | 120°E                                                                               |
| nord-est de l'Oregon                  | 125°E                                                                               |
| sud-ouest de l'Oregon                 | 130°E                                                                               |
| nord-ouest de la Californie           | 140°E                                                                               |
| centre de la Californie               | 150°E                                                                               |
| centre-ouest de la Californie         | 160°E                                                                               |
| sud-ouest de la Californie            | 165°E                                                                               |
| sud de la Californie                  | 170°E                                                                               |

### Effets sur la mousson
Durant les étés de l'hémisphère nord, les effets de l'OMJ sur la mousson estivale dans l'Océan Indien est très bien documentée. Elle est moins évidente sur les moussons qui affectent les régions du Golfe du Mexique (Texas, Nouveau-Mexique et Mexique) car les influences relatives de l'ENSO et de l'OMJ sur le régime des précipitations estivales en Amérique du Nord est moins bien connu.
Cette dernière relation avec l'OMJ est liée avec des ajustements méridionaux (nord-sud) des systèmes de précipitations par le Pacifique de l'Est. Une forte corrélation existe cependant entre le mode principal de la variation de la mousson durant l'été en Amérique du Nord, l'OMJ et l'origine des cyclones tropicaux.

### Influence sur les cyclones tropicaux
La phase de l'OMJ est également extrêmement importante pour déterminer s'il sera favorable au développement de tempêtes tropicales dans les bassins nord de l'Atlantique et du Pacifique. En général, l'augmentation des vents d'ouest de l'OMJ engendre un plus grand nombre d'ondes tropicales ce qui accentue la probabilité de cyclogénèse tropicale. À mesure, que l'OMJ progresse, de l'ouest vers l'est, elle déplace vers l'est la zone de formation des tempêtes tropicales au cours de la saison. Il existe donc une relation inverse entre l'activité cyclonique dans le Pacifique de l'ouest et celui de l'Atlantique nord. Lorsque l'un est très actif, l'autre est plutôt calme dont la principale semble être la relation avec la phase de l'Oscillation de Madden-Julian dans lequel se trouve le bassin le plus actif. Les zones de subsidence reliées à l'OMJ étant défavorables alors que les cyclones tropicaux sont favorisés par ses zones d'ascendance.
Pour ces raisons, l'OMJ est suivi aux États-Unis d'Amérique par le National Hurricane Center et Climate Prediction Center durant la saison des ouragans comme un des prédicteurs à leur développement.

### Influence sur l’ONA
Le climatologue français Christophe Cassou (du Centre européen de recherche et de formation avancée en calcul scientifique) a publié en 2008 un lien statistique entre les régimes climatiques européens qui dépendent de l’oscillation nord-atlantique et l’oscillation de Madden-Julian (OMJ). L’onde atmosphérique causant l’OMJ peut entrer en interaction avec le courant-jet polaire venant des latitudes moyennes de la Terre. Le docteur Cassou mentionne que l’interaction qui affecterait le climat de l’Europe se produirait généralement à deux endroits : à l’est de l'océan Pacifique et à l’ouest de l'océan Atlantique. Le courant-jet servirait alors de courroie de transmission de l’OMJ vers les régimes européens de ONA.
Selon les corrélations statistiques, les régimes de ONA+ semblent déclenchés par l'arrivée d'une onde, venant de l’OMJ de l’ouest de l'Atlantique, qui se propage avec le courant-jet. Les régimes ONA- sont eux causés par une onde venant de l’est du Pacifique. Le préavis semble être de plusieurs semaines mais la corrélation marche surtout bien lorsque les OMJ sont très actives mais on ne sait cependant pas encore en 2008 prévoir la vigueur de ces dernières.